# Gastón Suso
Gastón Suso (Arrufó, Santa Fe, Argentina; 12 de marzo de 1991) es un futbolista argentino. Juega de defensa central en Gimnasia y Esgrima La Plata de la Primera División de Argentina.

## Trayectoria
La carrera de Gastón Suso comenzó en 2013 con el Club Atlético de Rafaela. No hizo su debut en la Liga para el club, pero apareció una vez durante una derrota de la Copa Argentina ante San Lorenzo el 19 de junio de 2013. En julio de 2013, Suso dejó Atlético de Rafaela para fichar por Gimnasia y Tiro del Torneo Argentino A. Hizo su debut en la Liga el 18 de agosto de 2013 en una victoria sobre Tiro Federal, antes de marcar su primer gol en mayo de 2014 contra Guillermo Brown. En 2016, Suso se unió al equipo Club Atlético Mitre del Torneo Federal A. Consiguió un gol en catorce partidos.
El 5 de julio de 2016, Suso fue fichado por Godoy Cruz Antonio Tomba de la Primera División Argentina. 
Hizo su debut profesional el 30 de septiembre en una victoria en casa sobre Unión de Santa Fe. En febrero de 2017, Suso fue cedido a Estudiantes de Buenos Aires de Primera B Metropolitana. Tras completar su cesión en Estudiantes, Suso selló su regreso al Atlético de Rafaela en junio de 2018.
En julio de 2019 llega al Club Atlético Platense en libertad de acción. En septiembre de 2020 es cedido a préstamo al Arsenal Fútbol Club de Sarandí. Vuelve a Platense y se convierte en el capitán del equipo superando los 100 partidos disputados. Permanece en la institución hasta diciembre de 2024.
En 2025 ficha como refuerzo de Gimnasia y Esgrima La Plata de la Primera División de Argentina. 
Llega al club en libertad de acción tras no renovar con Platense. 

## Estadísticas
- Actualizado hasta el 15 de diciembre de 2024.

| Atlético de Rafaela Argentina | 1.ª                 | 2012-13             | 0   | 0 | 1  | 0 | - | - | 1   | 0 |
| Atlético de Rafaela Argentina | 2.ª                 | 2018-19             | 9   | 1 | 3  | 0 | - | - | 12  | 1 |
| Atlético de Rafaela Argentina | Total club          | Total club          | 9   | 1 | 4  | 0 | - | - | 13  | 1 |
| Gimnasia y Tiro (Salta) Argentina | 3.ª                 | 2013-14             | 29  | 1 | 1  | 0 | - | - | 30  | 1 |
| Gimnasia y Tiro (Salta) Argentina | 3.ª                 | 2014                | 14  | 0 | 2  | 0 | - | - | 16  | 0 |
| Gimnasia y Tiro (Salta) Argentina | 3.ª                 | 2015                | 12  | 0 | -  | - | - | - | 12  | 0 |
| Gimnasia y Tiro (Salta) Argentina | Total club          | Total club          | 55  | 1 | 3  | 0 | - | - | 58  | 1 |
| Mitre (Santiago del Estero) Argentina | 3.ª                 | 2016                | 14  | 1 | -  | - | - | - | 14  | 1 |
| Mitre (Santiago del Estero) Argentina | Total club          | Total club          | 14  | 1 | -  | - | - | - | 14  | 1 |
| Godoy Cruz Argentina | 1.ª                 | 2016-17             | 1   | 0 | 0  | 0 | - | - | 1   | 0 |
| Godoy Cruz Argentina | Total club          | Total club          | 1   | 0 | 0  | 0 | - | - | 1   | 0 |
| Estudiantes (Buenos Aires) Argentina | 3.ª                 | 2016-17             | 17  | 0 | 1  | 0 | - | - | 18  | 0 |
| Estudiantes (Buenos Aires) Argentina | 3.ª                 | 2017-18             | 37  | 1 | -  | - | - | - | 37  | 1 |
| Estudiantes (Buenos Aires) Argentina | Total club          | Total club          | 54  | 1 | 1  | 0 | - | - | 55  | 1 |
| Platense Argentina | 2.ª                 | 2019-20             | 19  | 2 | -  | - | - | - | 19  | 2 |
| Platense Argentina | 1.ª                 | 2022                | 26  | 1 | 11 | 0 | - | - | 37  | 1 |
| Platense Argentina | 1.ª                 | 2023                | 13  | 1 | 18 | 0 | - | - | 31  | 1 |
| Platense Argentina | 1.ª                 | 2024                | 27  | 0 | 14 | 0 | - | - | 41  | 0 |
| Platense Argentina | Total club          | Total club          | 85  | 4 | 43 | 0 | - | - | 128 | 4 |
| Arsenal (Sarandí) Argentina | 1.ª                 | 2019-20             | -   | - | 9  | 0 | - | - | 9   | 0 |
| Arsenal (Sarandí) Argentina | 1.ª                 | 2021                | 19  | 0 | 6  | 1 | 7 | 0 | 32  | 1 |
| Arsenal (Sarandí) Argentina | Total club          | Total club          | 19  | 0 | 15 | 1 | 7 | 0 | 41  | 1 |
| Gimnasia y Esgrima La Plata Argentina | 1.ª                 | 2025                | -   | - | -  | - | - | - | -   | - |
| Gimnasia y Esgrima La Plata Argentina | Total club          | Total club          | -   | - | -  | - | - | - | -   | - |
| Total en su carrera | Total en su carrera | Total en su carrera | 237 | 8 | 66 | 1 | 7 | 0 | 310 | 9 |
| (1) Las copas nacionales se refiere a la Copa Argentina y a la Copa de la Liga Profesional. (2) Las copas internacionales se refiere a la Copa Libertadores y a la Copa Sudamericana. |                     |                     |     |   |    |   |   |   |     |   |